# Erika de la Vega
Pour les articles homonymes, voir De la Vega.
 (mai 2019).
Erika Patricia de la Vega Quesada alias Erika de La Vega est une personnalité de la radio et de la télévision au Venezuela, née à Caracas, le 13 mars 1975.